# Agios Adrianos
Agios Adrianos (griechisch Άγιος Αδριανός (m. sg.)) ist ein Dorf und eine Ortsgemeinschaft in der Gemeinde Nafplio. Das Dorf liegt etwa 5 km nordöstlich der Stadt Nafplio.

## Geschichte
Der Ort hieß ursprünglich nach dem Pascha Katsingr Aga (Κατσίγκρ Αγάς) Katsingri (Κατσίγκρι). Am 5. Dezember 1930 wurde der Ort nach der nahegelegenen Wallfahrtskirche Agios Adrianos umbenannt. Zur mykenischen Zeit wurde 900 m nördlich des Ortes der Damm von Tiryns errichtet. In der Antike diente das etwa 1 km östlich gelegene Kastell von Katsingri die Straße von Argos nach Epidauros zu sichern. Im Dorf gibt es einen Wohnturm der um 1750 errichtet wurde und zwei alte Brunnen.

## Der Ort heute
Die Einwohner von Agios Adrianos leben heute hauptsächlich vom Orangen- und Kartoffelanbau. Außerdem gibt es einige Tavernen. Die Trinkwasserversorgung stellt ein Problem dar, da das Quellwasser einen erhöhten Nitratgehalt hat und deshalb nur zum Waschen und Wässern der Gärten geeignet ist. Es gibt Bestrebungen Wasser aus Lerna herzuleiten.
Der Kulturverein Agios Adrianos pflegt das kulturelle Erbe des Ortes und veröffentlicht die zweimonatige Zeitung „Το κατσίγκρι“.

## Bevölkerungsentwicklung
| Jahr | Einwohner |
| ---- | --------- |
| 1834 | 68        |
| 1928 | 590       |
| 1940 | 813       |
| 1951 | 840       |
| 1961 | 919       |
| 1971 | 961       |
| 1981 | 921       |
| 1991 | 956       |
| 2001 | 1.020     |
| 2011 | 1.080     |

## Ortsgemeinschaft
Die Ortsgemeinschaft besteht aus den Dörfern Agios Adrianos, Panagia und Profitis Ilias und dem Kloster Karakala.
- Ortsgemeinschaft Agios Adrianos – Τοπική Κοινότητα Αγίου Αδριανού – 1230 Einwohner
  - Agios Adrianos – Άγιος Αδριανός, ο – 1080 Einwohner
  - Kloster Karakala – Μονή Καρακαλά, η – 29 Einwohner
  - Panagia – Παναγία, η – 41 Einwohner
  - Profitis Ilias – Προφήτης Ηλίας, ο – 80 Einwohner